# خط أنابيب الغاز باكو - تبيليسي- أرضروم
في القطاع الأذربيجاني من بحر قزوين، يتم نقل الغاز من حقل شاه دنيز عبر جورجيا إلى تركيا.وهو يمر عبر خط أنابيب باكو - تبيليسي - جيهان ويرتبط بنظام توزيع الغاز التركي. يمر 443 كيلومترامن خط الأنابيب عبر أذربيجان و 250 كيلومترا عبر جورجيا. يدخل الغاز والمكثفات من حقل شاه دنيز إلى محطة سانجاشال ثم يتم نقلها عبر خط الأنابيب.في تركيا، يدخل الغاز أرضروم عن طريق نظام توزيع تابع لشركة بوتاس في البلاد.

## تاريخ
بدأت أعمال المشروع في عام 2004 وانتهت بنهاية عام 2006. تم إطلاق أول عملية نقل غاز من أذربيجان إلى جورجيا في 30 سبتمبر 2006 وتم تمديدها إلى تركيا في يوليو 2007.وخلال المحادثات التي جرت في عام 2003، اقترح سفير روسيا في بحر قزوين، فيكتور كاليوجني، التخلي عن خط أنابيب الغاز باكو - إرزوروم ونقل الغاز الأذربيجاني إلى البحر الأسود عبر خط أنابيب بلو ستريم إلى تركيا.ومع ذلك، قال مسؤولون أميركيون إنه سيكون من الأفضل لأذربيجان الحفاظ على السيطرة على إمكاناتها التصديرية وعدم الاعتماد على خطوط أنابيب محتكرة لموردين آخرين.في يونيو 2012 ، تم تعليق إمدادات الغاز إلى تركيا بسبب انفجار. وانتقد بوتاس الانفجار بسبب عطل فني لكن مسؤولين أتراك قالوا إن مقاتلي حزب العمال الكردستاني أقاموا عبوة ناسفة.تم تنفيذ المشروع من قبل شركة (South CaucasusPipeline SCPC) خط انابيب الغاز باكو - تبيليسي- ارضروم، وهي شركة مشتركة مسؤولة عن تشغيل خط الأنابيب.خط أنابيب الغاز 42 ديسيبل و 7 مليارات دولار. متر مكعب من الغاز.

## شركة المشروع
ينتمي خط الأنابيب إلى كونسورتيوم خط أنابيب جنوب القوقاز بقيادة بي بي و SOCAR.المساهمون في كونسورتيوم هم:
- بي بي ( المملكة المتحدة ) -28.8%
- شركة بترول ( تركيا )-19%[4]
- سوكار ( أذربيجان )-16.7%
- بتروناس ( ماليزيا )-15.5%
- لوك أويل ( روسيا )- 10%

## أهمية
وهي تعمل مع خط أنابيب الغاز 42 بوصة (1,070 ملم) على طول الممر نفسه حيث يصل خط أنابيب باكو - تبيليسي - جيهان إلى أرضروم عبر خط أنابيب الجنوب الشرقي. الطول 692 كم (430 ميل)، 442 كم (275 مل) و 248 كيلومتر (154 ميل) في جورجيا.وتبلغ الطاقة الأولية لخط الأنابيب 8.8 مليار متر مكعب (310 مليار متر مكعب) من الغاز سنوياً.وستتكلف المرحلة الثانية من مرحلة تطوير شاه دنيز 3 بلايين دولار، إضافة خطوط أنابيب إضافية ومحطتي ضاغطتين إضافيتين، والتي ستزيد إلى 25 مليار متر مكعب (880 مليار قدم مكعب).وبما أن خط الأنابيب لديه القدرة على ربط خط أنابيب الغاز عبر بحر قزوين إلى تركمانستان وكازاخستان، فقد اقترحت أذربيجان توسيع طاقتها إلى 60 مليار متر مكعب (2.1 تريليون قدم مكعب) عن طريق سحب الخط الثاني من خط الأنابيب. الهدف الأول من خط الأنابيب هو توفير تركيا وجورجيا.وبوصفها دولة عبور، يحق لجورجيا الحصول على 5 ٪ من التدفق السنوي للغاز عبر خط الأنابيب، ويمكنها الحصول على حوالي 0.5 مليار متر مكعب من الغاز سنويا (18 مليار متر مكعب). على المدى الطويل، ستقوم أوروبا بتوريد الغاز من بحر قزوين عبر خط أنابيب جنوب كوريد كوريد المخطط كخط أنابيب عبر البحر الأدرياتيكي وخط أنابيب الغاز عبر الأناضول.

## خطة التوسع
شاه دنيز "لديها خطط لتوسيع خط الأنابيب. يغطي مشروع التطوير الميداني الكامل إنشاء خطوط أنابيب جديدة في أذربيجان وإنشاء محطتين جديدتين للضغط في جورجيا. هذا التوسع سيزيد حجم صادرات الغاز ثلاث مرات ليصل إلى أكثر من 20 مليار متر مكعب في السنة.وسيتم ربط خط أنابيب الغاز على الحدود مع تركيا بأنابيب أخرى جديدة، والتي من خلالها سيتم نقل الغاز إلى تركيا والاتحاد الأوروبي.